# Pajeú do Piauí
Pajeú do Piauí é um município brasileiro do estado do Piauí. Localiza-se a uma latitude 07º51'22" sul e a uma longitude 42º49'19" oeste, estando a uma altitude de 290 metros. Sua população estimada em 2004 era de 2.670 habitantes. Possui uma área de 1238,8 km².